# Perfluoroctansulfonsäure
Perfluoroctansulfonsäure (Anion Perfluoroctansulfonat oder kurz PFOS) ist eine chemische Verbindung aus der Gruppe der per- und polyfluorierten Alkylverbindungen (PFAS). Üblicherweise wird bzw. wurde es im Handel als Kalium-, Lithium-, Ammonium-, Diethanolammonium- oder Tetraethylammoniumsalz angeboten. PFOS wurde 2009 als Schadstoff in den Anhang B des Stockholmer Übereinkommens aufgenommen.

## Geschichte
1953 entdeckte Patsy O’Connell Sherman bei 3M zufällig die Reinigungswirkung eines Fluorpolymers. Sie und Samuel Smith brachten bis 1956 Perfluoroctansulfonat zur Produktreife. 2001 wurde eine Studie zum globalen Vorkommen in der Umwelt und zur Bioakkumulation von PFOS veröffentlicht.

## Gewinnung und Darstellung
Die Darstellung von PFOS erfolgt durch die elektrochemische Fluorierung von Octansulfonylchlorid in wasserfreiem Fluorwasserstoff. Dabei entstehen drei Viertel lineares und ein Viertel verzweigtes Perfluoroctansulfonylfluorid.
{\displaystyle {\ce {C8H17SO2Cl + 18 HF -> C8F17SO2F + HCl + 17 H2}}}
Durch Hydrolyse von Perfluoroctansulfonylfluorid wird PFOS erhalten.
Von PFOS gibt es theoretisch 89 Skelettisomere.

## Eigenschaften
Die Besonderheit von PFOS liegt darin, dass die perfluorierte Gruppe unpolar ist, die polare anionische Gruppe dagegen hydrophil. Es ist damit ein Tensid.

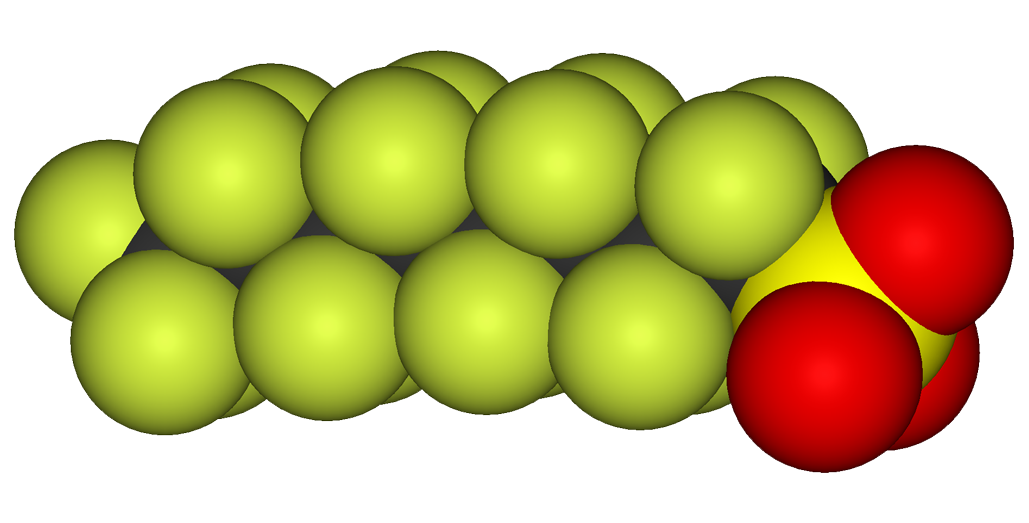
Kalottenmodell des Perfluoroctansulfonats. Links die unpolare perfluorierte Kette; rechts die negativ geladene, polare Sulfonatgruppe.

PFOS ist umweltpersistent, bioakkumulierbar und für Säugetiere giftig. Aus diesem Grund haben alle deutschen Chemieunternehmen die Produktion von PFOS im Jahr 2002 weltweit eingestellt und viele Produkte auf die kürzerkettige Perfluorbutansulfonsäure (PFBS) umformuliert.

## Verwendung
PFOS wurde hauptsächlich dazu verwendet, um Materialien wie Textilien, Teppiche und Papier fett-, öl- und wasserfest zu imprägnieren (3M Scotchgard). Daneben wurde und wird es bei der Verchromung, in der Analogfotografie, in älteren Feuerlöschschäumen (AFFF) und in Hydraulikflüssigkeiten für die Luft- und Raumfahrt verwendet.
Die wichtigsten Quellen für Umwelteinträge sind bzw. waren Metallverarbeitung (Verchromung) und Feuerlöschschäume.
Als Ersatz von PFOS wird 6:2-FTS in Hart- und Dekorativverchromungsverfahren in der Galvanotechnik eingesetzt. In China werden F-53B und F-53 als Ersatzstoffe verwendet.
Bei Löschschäumen kommen 6:2-FTS und seine Derivate sowie fluorfreie Alternativen zum Einsatz.

## Biologische Bedeutung
Die PFOS-Exposition wird für den Zeitraum von 1999 bis 2015 mit jährlich rund 382.000 Todesfällen bei erwachsenen US-Bürgern in Verbindung gebracht. Für den Zeitraum von 2015 bis 2018 sank die Anzahl auf etwa 69.000 pro Jahr. Primäre Todesursachen waren Herzkrankheiten und Krebs.
2023 stufte die Internationale Agentur für Krebsforschung (IARC) PFOS als krebserregend Gruppe 2B (möglicherweise karzinogen für Menschen) ein.

## Grenzwerte
Die EFSA hat die tolerierbare wöchentliche Aufnahmemenge (engl. tolerable weekly intake, TWI) im Dezember 2018 auf 13 ng pro kg Körpergewicht und Woche gesenkt. Es wurde festgestellt, dass die Exposition eines namhaften Anteils der Bevölkerung höher ist als dieser Wert.
Laut Wasserrahmenrichtlinie betragen die Jahresdurchschnitts-Umweltqualitätsnormen 0,65 ng·l−1 für Binnenoberflächengewässer bzw. 0,13 ng·l−1 für sonstige Oberflächengewässer. Die Umweltqualitätsnorm für Biota (Fische) beträgt 9,1 μg·kg−1 Nassgewicht.

### Trinkwasser
In der Neufassung der Europäischen Trinkwasserrichtlinie – Richtlinie (EU) 2020/2184 – vom 16. Dezember 2020 gibt es keine Mindestanforderung spezifisch für PFOS. Allerdings gibt es eine solche (0,1 μg/l) für die Summe der PFAS, also die Summe von 20 PFAS – Perfluorcarbonsäuren und Perfluorsulfonsäuren mit Kohlenstoffkettenlängen von 4 bis 13 – zu welchen auch PFOS gehört.
In den Vereinigten Staaten wurde der Trinkwasserrichtwert für die lebenslange Exposition im Juni 2022 neu festgelegt. Der neue Wert beträgt 0,02 ng/l, während der zuvor gültige, 2016 festgelegte Wert 70 ng/l betrug.

## Vorkommen in der Umwelt
Im Sommer 2006 wurden im Rhein und in der Ruhr hohe PFOS-Werte gemessen. Klärschlämme aus Belgien, die falsch deklariert waren, brachten die Stoffe nach Deutschland. Nachforschungen ergaben den Verdacht, dass Landwirte dafür bezahlt wurden, den belasteten Klärschlamm auf ihren Feldern auszubringen. Von dort gelangten Bestandteile in Grund- und Flusswasser.
2012 wurden im Badesee Stoibermühle nördlich des Flughafens München sowie im Lindacher See nördlich des Fliegerhorstes Ingolstadt/Manching erhöhte Werte von verschiedenen perfluorierten Tensiden nachgewiesen, darunter auch PFOS (1 µg/l, Grenzwert: 0,3 µg/l).
2015 wurden im Badesee Birkensee östlich von Nürnberg erhöhte Werte von verschiedenen PFAS nachgewiesen (3 µg/l), darunter auch PFOS. Zeitweilig wurde ein Badeverbot erlassen.
In rund drei Viertel der 55 der 2021 und 2022 im Kanton St. Gallen untersuchten Bäche und Flüsse war das chronische Qualitätskriterium von 2 ng/l für PFOS überschritten, womit die Gefahr einer sekundären Vergiftung von fischfressenden Vögeln und Säugetieren besteht. Der Mediankonzentration lag bei 10 ng/l PFOS, der Maximalwert bei rund 2000 ng/l.
Das US-Verteidigungsministerium gab im November 2019 bekannt, dass es über die 401 bislang benannten hinaus inzwischen weitere Standorte identifiziert habe, die mit PFOS bzw. PFOA kontaminiert seien.
Trotz des globalen weitreichenden Verbots stiegen die PFOS-Konzentrationen in der Luft zwischen 2009 und 2017 an vielen Messstationen weiter an.

### Fische
Bei Fischen aus der Moosach warnte die Behörde 2019 vor dem häufigen Verzehr.
Das Niedersächsische Verbraucherschutzministerium riet im April 2020 in einer Verzehrempfehlung auf den regelmäßigen Verzehr von niedersächsischen Flussfischen zu verzichten. Bei einer Untersuchung von Fischproben betrug der Median der PFOS-Konzentrationen im Muskelgewebe der Fische 7,8 μg/kg.
In Fischfilets aus zehn Seen südlich und westlich der Alpen lagen die PFOS-Konzentrationen im Bereich von 0,2–50 μg/kg, während die Konzentrationen in den Innereien und den übrigen Körperteilen etwas höher waren.
Der Median der PFOS-Konzentration lag bei den 2021 und 2022 im Kanton St. Gallen untersuchten Bachforellen bei 13 μg/kg. Rund ein Drittel der Fische wies eine PFOS-Konzentration auf, die für fischfressende Vögel und Säugetiere problematisch sein kann.

### Mensch
Auch Muttermilch aus allen Kontinenten enthält PFOS. Bei 99 % der Einwohner Kaliforniens wurde PFOS im Blutserum nachgewiesen. Alle der 100 zwischen 2009 und 2019 genommenen Humanblutproben aus der deutschen Umweltprobenbank enthielten zwischen 1,21 und 14,1 μg/L PFOS. In allen Blutplasma-Proben von 1109 Kindern und Jugendlichen zwischen 3 und 17 Jahren, die im Rahmen der Deutschen Umweltstudie zur Gesundheit von Kindern und Jugendlichen (GerES V) untersucht worden waren, wurde PFOS nachgewiesen.

## Verbot
Das Europäische Parlament beschloss im Oktober 2006, die Verwendung von PFOS auf wenige Einsatzbereiche einzuschränken. Die „Richtlinie 2006/122/EG des Europäischen Parlaments und des Rates“ trat am 27. Dezember 2006 durch Veröffentlichung im Amtsblatt der Europäischen Union (2006 / L 372) in Kraft.
In der 4. Vertragsparteienkonferenz des Stockholmer Übereinkommens (Genf, 4. bis 8. Mai 2009) wurde entschieden, PFOS in den Anhang B der unter dieser Konvention eingeschränkten Stoffe aufzunehmen. Die 9. Vertragsparteienkonferenz beschloss 2019 die Streichung der unbefristeten Ausnahmen für Foto-/Bildbearbeitung, Fotoresistlacke und Antireflexbeschichtungen für Halbleiter, Ätzmittel für Verbindungshalbleiter und Keramikfilter, Hydraulikflüssigkeiten für die Luft- und Raumfahrt sowie für bestimmte Medizinprodukte.
Die Umsetzung in der EU erfolgt durch die Verordnung (EU) 2019/1021, welche die Verordnung (EG) Nr. 850/2004 ablöste. Die einzige vom Verbot ausgenommene Verwendung ist als „Mittel zur Sprühnebelunterdrückung für nicht dekoratives Hartverchromen (Chrom VI) in geschlossenen Kreislaufsystemen“.
Perfluoroctansulfonsäure und ihre Derivate sind als „prioritärer gefährlicher Stoff“ in Anhang X der europäischen Richtlinie 2000/60/EG (Wasserrahmenrichtlinie) aufgeführt.

## Nachweis
Der zuverlässige qualitative und quantitative Nachweis von PFOS in unterschiedlichen Untersuchungsmaterialien gelingt nach adäquater Probenvorbereitung durch die Kopplung der HPLC mit der Massenspektrometrie.

## Externe Links zu erwähnten Verbindungen
1. ↑  Externe Identifikatoren von bzw. Datenbank-Links zu Perfluoroctansulfonat-Anion:  CAS-Nr.: 45298-90-6, PubChem: 3736298, Wikidata: Q81977072.
2. ↑  Externe Identifikatoren von bzw. Datenbank-Links zu Kaliumperfluoroctansulfonat:  CAS-Nr.: 2795-39-3, EG-Nr.: 220-527-1, ECHA-InfoCard: 100.018.661, GESTIS: 113462, PubChem: 23669238, ChemSpider: 68535, Wikidata: Q27276914.
3. ↑  Externe Identifikatoren von bzw. Datenbank-Links zu Lithiumperfluoroctansulfonat:  CAS-Nr.: 29457-72-5, EG-Nr.: 249-644-6, ECHA-InfoCard: 100.045.117, GESTIS: 137396, PubChem: 23677927, ChemSpider: 118370, Wikidata: Q27251563.
4. ↑  Externe Identifikatoren von bzw. Datenbank-Links zu Ammoniumperfluoroctansulfonat:  CAS-Nr.: 29081-56-9, EG-Nr.: 249-415-0, ECHA-InfoCard: 100.044.908, GESTIS: 137199, PubChem: 15607692, ChemSpider: 107238, Wikidata: Q72443080.
5. ↑  Externe Identifikatoren von bzw. Datenbank-Links zu Diethanolammoniumperfluoroctansulfonat:  CAS-Nr.: 70225-14-8, EG-Nr.: 274-460-8, ECHA-InfoCard: 100.067.670, GESTIS: 159177, PubChem: 112394, ChemSpider: 100740, Wikidata: Q81985372.
6. ↑  Externe Identifikatoren von bzw. Datenbank-Links zu Tetraethylammoniumperfluoroctansulfonat:  CAS-Nr.: 56773-42-3, EG-Nr.: 260-375-3, ECHA-InfoCard: 100.054.869, GESTIS: 146734, PubChem: 92531, ChemSpider: 83538, Wikidata: Q72481197.
7. ↑  Externe Identifikatoren von bzw. Datenbank-Links zu Octansulfonylchlorid:  CAS-Nr.: 7795-95-1, EG-Nr.: 232-249-8, ECHA-InfoCard: 100.029.318, PubChem: 82261, ChemSpider: 74237, Wikidata: Q27257988.